# Грејпвајн (Тексас)
Грејпвајн (енгл. Grapevine) град је у америчкој савезној држави Тексас. По попису становништва из 2010. у њему је живело 46.334 становника.

## Демографија
Према попису становништва из 2010. у граду је живело 46.334 становника, што је 4.275 (10,2%) становника више него 2000. године.
| Група             | 2000.          | 2010.          |
| Белци             | 34.425 (81,8%) | 33.456 (72,2%) |
| Афроамериканци    | 1.001 (2,4%)   | 1.547 (3,3%)   |
| Азијати           | 1.075 (2,6%)   | 2.067 (4,5%)   |
| Хиспаноамериканци | 4.860 (11,6%)  | 8.324 (18,0%)  |
| Укупно            | 42.059         | 46.334         |